# Xiphactinus
Xiphactinus és un gènere de grans peixos teleostis que van viure durant el període Cretaci. Habità els mars del sud i sud-oest del que avui dia són els Estats Units d'Amèrica. El seu nom significa "aleta d'espasa" i clàssicament se li solen atribuir instints caníbals.

## Morfologia
Xiphactinus media de 4,3 fins a 6 metres de longitud. Posseïa radis ossis que sobresortien del cos i s'introduien en les aletes per a mantenir-les fermes. Controlava el seu enorme cos gràcies a aquestes aletes, i d'aquesta manera conseguia una bona maniobrabilitat per a la seva mida, optimitzant la seva eficàcia depredadora. Les seves mandíbules tenien una gran mida, i van poder funcionar a manera de tub per a succionar les seves víctimes. El cap era xato i la seva cua més aviat fina.

## Ecologia
La creença que aquests peixos es devoraven entre ells s'originà en trobar fòssils a Texas (Estats Units), on es mostraven les restes de l'estòmac d'un exemplar. Es va veure que Xiphactinus havia devorat un congènere més petit, si bé pot tractar-se d'un altre peix anomenat Gillicus, d'uns 1,7 metres. La idea no resultava esbojarrada, ja que la mida d'aquest peix (major que un automòbil) feia pensar que hauria de menjar contínuament per a mantenir-se actiu. Així doncs, la seva dieta estaria formada per qualsevol peix més petit i altres animals marins.

## En la cultura popular
- Va aparèixer en el programa de la BBC Sea Monsters. Se'l presenta en un ecosistema juntament amb altres espècies com ara: Halisaurus, Hesperornis, Hainosaurus, Archelon, Pteranodon i Elasmosaurus. En aquest programa se li atribueixen uns 6 metres.
- També surt en la pel·lícula de la National Geographic Society Sea Monsters, on forma bancs nombrosos i fa uns 5 metres.